# SUMMER SUN PRINCESS '25
『SUMMER SUN PRINCESS '25』（サマーサンプリンセス・トゥーファイブ）は、日本の女子プロレス団体・東京女子プロレスが大田区総合体育館で行った興行。

## 概要
2025年3月16日開催の「GRAND PRINCESS '25」以来、「SUMMER SUN PRINCESS」としては2023年以来の大田区総合体育館での興行。
大会の模様は動画配信サイトWRESTLE UNIVERSEとABEMA格闘チャンネルで生中継された。WRESTLE UNIVERSEの配信では、日本語版の実況席に赤井沙希と浅田舞がゲストに招かれ、英語版ではMr. HAKUとバリヤン・アッキをメインに、途中で上福ゆき、キラ・サマー、ジェイダ・ストーン、文りんが交代でゲストとして加わる形式がとられた。
大会はタイトルマッチ3試合を含めた9試合が行われた。第2試合には当初マックス・ジ・インペイラーが出場する予定だったが、健康上の理由により欠場。代わりに井上京子が参戦し、原宿ぽむと組んでらく&アンドレザ・ジャイアントパンダと対戦した。第3試合にはまなせゆうな、第4試合の3wayタッグマッチには上福ゆきのパートナーとしてVENY、遠藤有栖のパートナーとしてジェイダ・ストーンが出場。第5試合は、伊藤麻希がエル・デスペラードと、さくらえみはクリス・ブルックスと組んでのミックスドタッグマッチで、両チームとも入場に特に力を注ぐ試合となった。第6試合は山下実優にとっては約3ヶ月ぶりの日本での実戦で、対戦相手のビリー・スタークスが日本のプロレス興行に出場するのは2023年3月18日の「GRAND PRINCESS '23」以来のことだった。
インターナショナル・プリンセス王座戦は、本王座3度目の挑戦となった宮本もかが鈴芽を破って初めてタイトルを獲得。プリンセスタッグ王座戦は、享楽共鳴（中島翔子&ハイパーミサヲ）が約1年ぶりに始動した白昼夢（辰巳リカ&渡辺未詩）を25分超の熱闘の末に下して防衛。メインイベントのプリンセス・オブ・プリンセス王座戦は、王者・瑞希が6月1日の中日ホール大会で行われた挑戦者決定ラスト・ワン・スタンディング・エリミネーションマッチを制した荒井優希の挑戦を退けて防衛に成功した。

## 試合
| 第1試合 20分1本勝負 タッグマッチ                                  |                                             |                                         |
| 〇HIMAWARI 小夏れん                                               | 10分6秒 サン・フラワーテンペスト→片エビ固め | 鈴木志乃 高見汐珠●                      |
| 第2試合 20分1本勝負 タッグマッチ                                  |                                             |                                         |
| 〇アンドレザ・ジャイアントパンダ らく                             | 9分41秒 アンドレザプレス→体固め             | 井上京子 原宿ぽむ●                      |
| 第3試合 20分1本勝負 8人タッグマッチ                               |                                             |                                         |
| まなせゆうな 桐生真弥 鳥喰かや ●七瀬千花                          | 11分27秒 バナナ・ピロー                     | 上原わかな〇 凍雅 芦田美歩 キラ・サマー |
| 第4試合 20分1本勝負 3WAYタッグマッチ                              |                                             |                                         |
| 〇愛野ユキ 風城ハル                                               | 12分9秒 UBV→片エビ固め                      | 遠藤有栖● ジェイダ・ストーン            |
| もう一組は上福ゆき&VENY。                                         |                                             |                                         |
| 第5試合 20分1本勝負 スペシャルタッグマッチ                        |                                             |                                         |
| エル・デスペラード ●伊藤麻希                                      | 12分36秒 クイーンズギャンビット→体固め      | クリス・ブルックス さくらえみ〇         |
| 第6試合 20分1本勝負 スペシャルシングルマッチ                      |                                             |                                         |
| 〇山下実優                                                        | 15分45秒 クラッシュ・ラビットヒート→体固め  | ビリー・スタークス●                     |
| 第7試合 30分1本勝負 インターナショナル・プリンセス選手権試合      |                                             |                                         |
| ●鈴芽 （第13代王者）                                              | 12分55秒 鴻臚館→片エビ固め                  | 宮本もか〇 （挑戦者）                   |
| 鈴芽が6度目の防衛に失敗、宮本もかが第14代王者となる。             |                                             |                                         |
| セミファイナル 30分1本勝負 プリンセスタッグ選手権試合             |                                             |                                         |
| 〇中島翔子 ハイパーミサヲ （第18代王者組・享楽共鳴）              | 25分32秒 ダイビング・セントーン→片エビ固め  | 辰巳リカ 渡辺未詩● （挑戦者組・白昼夢） |
| 第18代王者組が3度目の防衛に成功。                                 |                                             |                                         |
| メインイベント 30分1本勝負 プリンセス・オブ・プリンセス選手権試合 |                                             |                                         |
| 〇瑞希 （第15代王者）                                             | 21分35秒 キューティースペシャル             | 荒井優希● （挑戦者）                    |
| 第15代王者が3度目の防衛に成功。                                   |                                             |                                         |